# Jaime Osorio Márquez
Jaime Osorio Márquez (Cali, 30 d'octubre de 1975-23 de desembre de 2021) va ser un productor, guionista, realitzador i director de cinema colombià.

## Biografia
Jaime Osorio Márquez va néixer en Cali en 1975. Entre 1995 i 1999, va cursar estudis de Deug, la Licence y La Maitrisse en Arts du Spectacle Mention Études Cinématographiques a la Universitat de Rennes II, a França. El 2000 va tornar a Colòmbia, convertint-se en director de comercials per a empreses com Teleset (propietat de Sony Pictures Television International), República Films,, Los Sopranos a Veneçuela i per Rhayuela Films. Va dirigir importants campanyes publicitàries per a clients com Avianca, Chevrolet, Coca-Cola, Yoplait, Alpina, McDonalds, Nestlé i Newell Sanford, a més de ser guanyador en els festivals Nova i del Carib. A Colòmbia va ser reconegut per la seva manera d'imprimir-li tensió i dramatisme a la imatge.
En 2011, va estrenar la seva òpera preval de llargmetratge com a director i guionista, El páramo, produïda per Rhayuela Cinema en coproducció amb Alta Films (Espanya) i Sudestada (Argentina), i comptant a més amb Wild Bunch com a agent de vendes internacionals, companyia que va comprar els drets del film quan aquest es trobava en la primera setmana de rodatge i que va aconseguir portar-la a múltiples territoris, com el Regne Unit, Alemanya, Japó, Turquia, Tailàndia i Taiwan.
El 2011 va dirigir per Caracol Televisión la sèrie El laberinto, en coproducció amb Sony Televisión. Entre 2013 i 2017 va escriure el llargmetratge Mostro (també dita Asilo) i la primera temporada de la sèrie de televisió Mil colmillos.
Va morir el 23 de desembre de 2021, als 46 anys, en aplicar-se-li l'eutanàsia, després de patir durant diversos anys un càncer.

## Filmografia

### Cinema i televisió
- Mil colmillos (2021)
- Siete cabezas (2017)
- El páramo (2012)
- El laberinto (2011)